# Jindřich Librarius
Blahoslavený Jindřich Librarius, také uváděný jako Heinrich Liberal, (?, Morava – 1281, České Budějovice) byl prvním převorem a spoluzakladatelem dominikánského kláštera v Českých Budějovicích.

## Založení kláštera
Jindřich Librarius měl blízko ke králi Přemyslu Otakaru II., do Budějovic přivedl dominikány ještě před založením kláštera. Podle příběhů tradovaných z doby baroka (2. polovina 17. století) byl osobním zpovědníkem Přemysla Otakara II. Králi, který postrádal mužského potomka, doporučil Librarius, aby si boží přízeň naklonil založením kláštera. K tomu došlo nejpozději v roce 1265. Listina, v níž Hirzo z Klingenbergu předává pozemek ke stavbě kláštera dominikánům, je datovaná 10. březnem 1265. Z jejího obsahu ale vyplývá, že byla vystavena dodatečně, po reálném započetí stavby, které patrně vyvolalo otázky ohledně legitimity zabrání parcely ze strany dominikánů. Tato listina se zachovala v opisu. Protože se nedochovala zakládací listina města Českých Budějovic (ani žádná její kopie), je datum potvrzeného převedení pozemku na dominikány vztahováno i na založení města.

## Místo pohřbení
Jindřich Librarius byl podle zmínky z roku 1659 pohřben v kapli svatého Vavřince v kostele Obětování Panny Marie v dominikánském klášteře v Českých Budějovicích. Není však známo, zda byly ostatky do kaple přemístěny právě v době baroka, nebo v ní byl pohřben bezprostředně po úmrtí. Vyloučeno to není, kaple v době pohřbu již mohla existovat (případně být k tomuto účelu zřízena), neboť právě rok 1281 bývá v některých literárních pramenech spojován se vznikem kostelního trojlodí. Podle informací z doby baroka byly ostatky uloženy za oltářem svatého Vavřince. Ten byl později nahrazen oltářem svaté Barbory. V kapli stála dřevěná socha s nápisem uvádějícím, že léta páně 1281 zemřel blahoslavený Jindřich Librarius, první převor kláštera. Socha se nezachovala, informace z ní však byla zhruba v 16. až 17. století opsána na tabuli mrtvých umístěnou v křížové chodbě kláštera. Tabule již neexistuje, ale informace z ní byly zachovány díky úředně ověřenému opisu pořízenému v roce 1684. Později vznikla kopie tohoto opisu, která se jako jediná známá dochovala do současnosti. Informace o místě pohřbení byla ve 20. století známa z literárních pramenů, kaple svatého Vavřince se nedochovala (respektive její poloha nebyla známa), uváděna byla v souvislosti s jižní částí příčné lodi a jižní stěnou trojlodí. Při archeologických výzkumech během rekonstrukce kláštera v 90. letech 20. století se však v těchto místech pod podlahou žádné ostatky nenašly.

## Průzkum 2018–2021

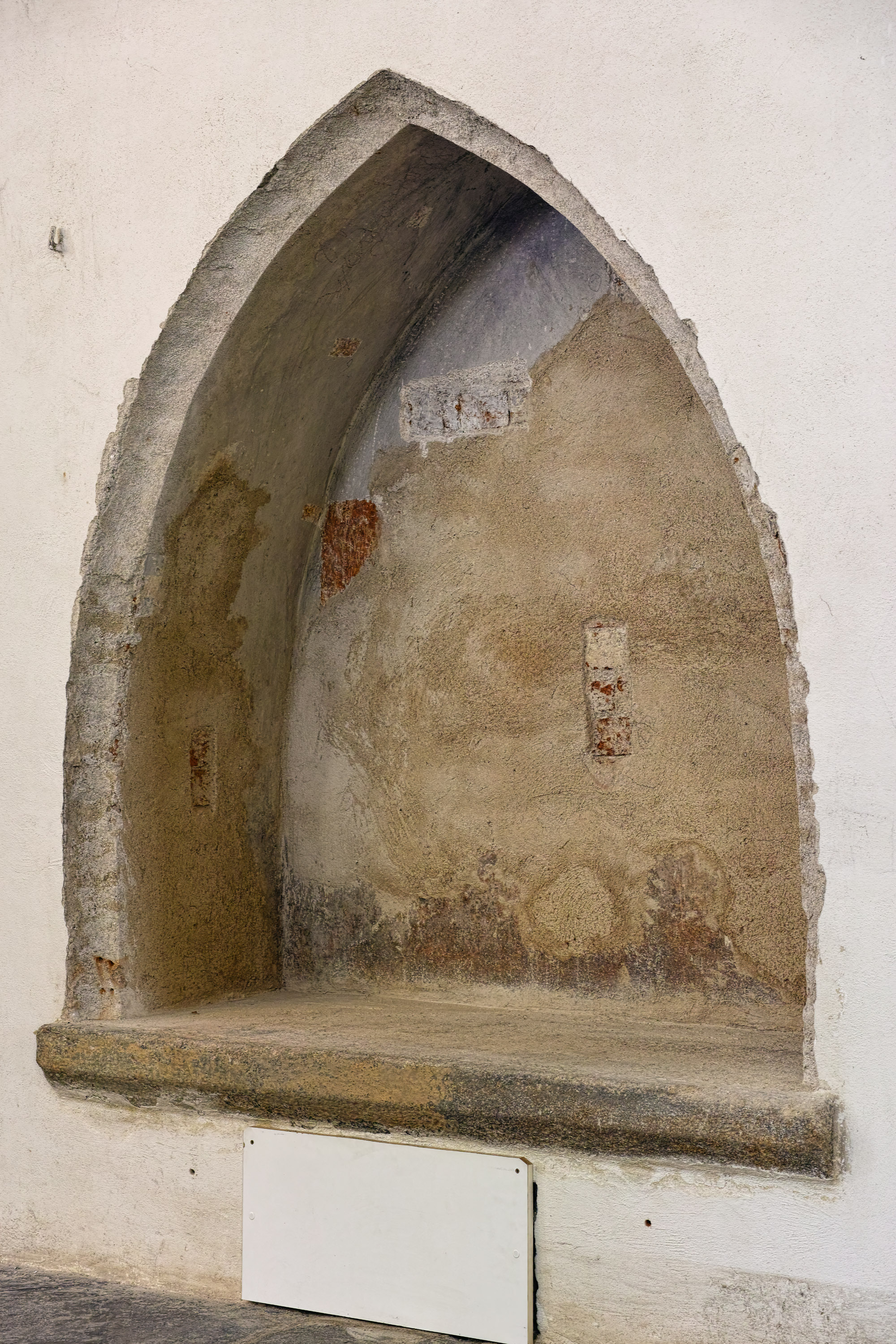
Kaple svatého Vavřince odkrytá v roce 2020

### Objev kaple, ostatků a průzkum sondou
Při geofyzikálním průzkumu kostela v roce 2018, který byl prováděn z důvodu statiky, byl ve zdi oddělující prostory kostela a křížové chodby objeven prostor uzavřený cihlovou zazdívkou. V lednu 2019 byl proveden průzkumný vrt o průměru 5 milimetrů, který pronikl 15 centimetrů silnou zazdívkou a odhalil gotický prostor dosahující zhruba 2 metrů výšky, 2 metrů šířky a 55 centimetrů hloubky. Prostor byl shora uzavřen gotickou klenbou a v jeho levé zadní části ležela dřevěná truhla s nečitelným nápisem překrytá papírem. Vpravo vedle truhly ležel další papír a ve střední části podlahy menší papírek.

### První fáze průzkumu

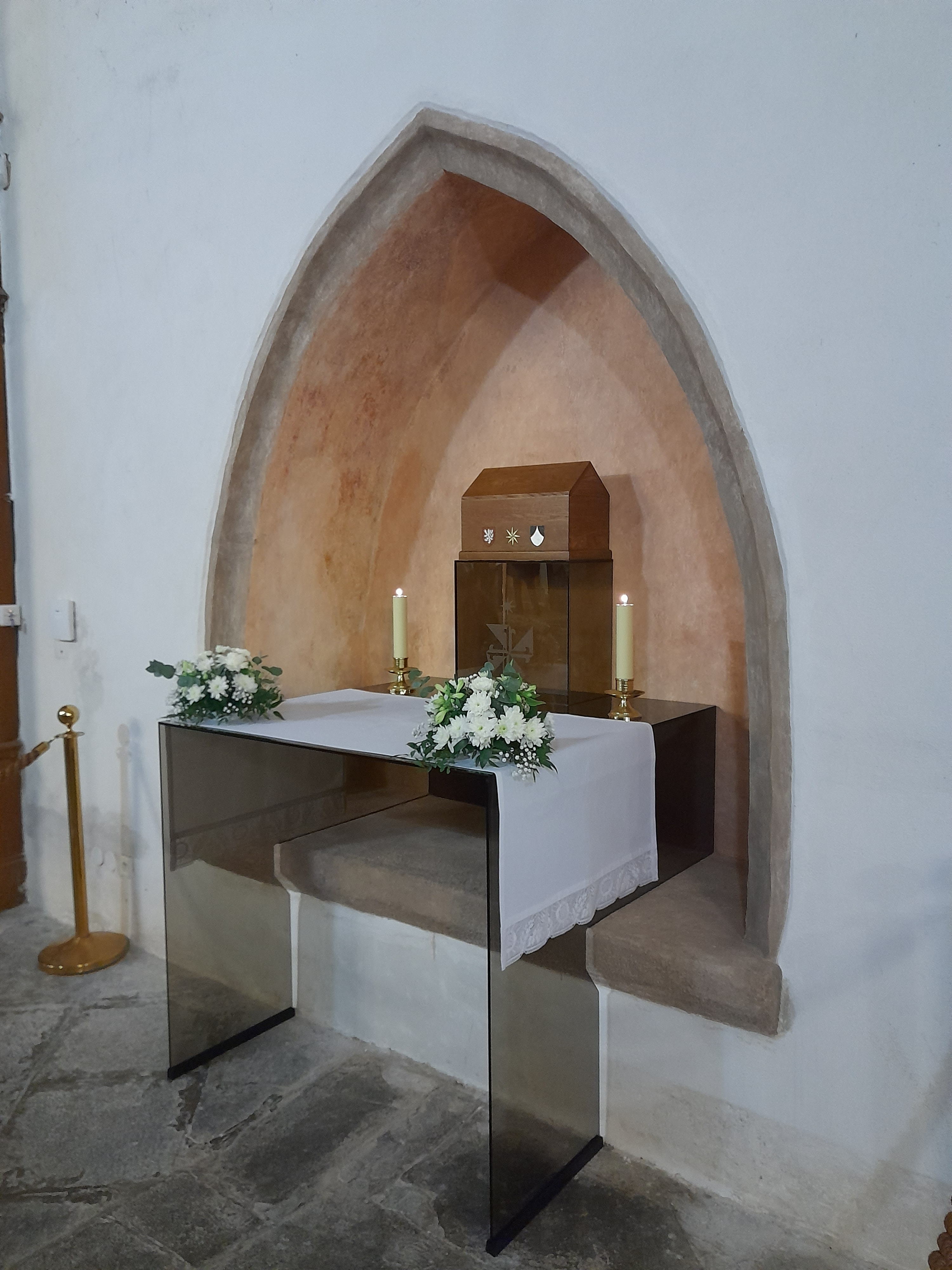
Uložení ostatků Jindřicha Libraria v kapli sv. Vavřince (únor 2024)

30. ledna 2019 byl pod vedením archeoložky Zuzany Thomové a za přítomnosti médií, archeologa a náměstka primátora Juraje Thomy, archiváře Daniela Kováře, ředitele Jihočeského muzea Františka Štangla, správce kláštera Jiřího Míchala a dalších specialistů vrt zvětšen na průměr 20 milimetrů a následně byl proveden detailnější průzkum kaple. Z videozáznamu se jevilo, že v papíru uloženém vedle dřevěné truhly jsou zabaleny dlouhé kosti (což se později nepotvrdilo). Menší papírek uvádí datum zazdění „Budweis am 19 Juli 1893 […]“. Na původních stěnách kaple byly nalezeny pozůstatky barevné výmalby či fresek a podpisy osob, které roku 1893 zazdívku provedly: Hamberger, Václav Vitner a stavitel Staberňak.
Dále bylo plánováno otevření kaple, zrestaurování nalezeného materiálu, provedení antropologického průzkumu a uložení ostatků na vhodnějším místě v kostele.

#### Vyjmutí schrány, přesun ostatků
V zazdívce kaple byl vytvořen obdélníkový otvor dimenzovaný podle rozměrů dřevěné schrány. 26. června 2019 došlo k jejímu vyjmutí a otevření. Přítomni byli mj. Zuzana Thomová (archeologické oddělení Jihočeského muzea), tým Jiřího Šindeláře (GEO-CZ), Daniel Kovář (vedoucí oddělení Státního oblastního archivu v Třeboni), Erika Průchová (antropoložka), Irena Hájková (restaurátorka textilií), Petr Sommer (ředitel Centra medievistických studií), Rudolf Krajíc (ředitel Archeologického ústavu Filozofické fakulty Jihočeské univerzity), Petr Velemínský (antropolog z Národního muzea), Jiří Svoboda (primátor Českých Budějovic), Dominik Duka (kardinál), Vlastimil Kročil (biskup českobudějovický) a Zdeněk Mareš (děkan katedrály sv. Mikuláše v Českých Budějovicích). Po otevření schránky Dominikem Dukou byly nalezené kosterní ostatky fotograficky zdokumentovány a uloženy do nového dřevěného relikviáře. Při zběžném ohledání bylo zjištěno, že část menších kostí je patrně zvířecích.
Kromě dřevěné skříňky s ostatky byly z niky vyzvednuty další předměty, především tužkou psaný list se jmény osob, které se na zazdívce (a tehdejší rekonstrukci kostela) podílely:
| „ | Kirchenrenovirung im Jahre 1893 vom Baumeister Jakob Staberňak[,] Polier: Wenzel Hamberger und folgenden Maurern: Krautl Wenzel[,] Wittner Wenzel von Neuhu[?]eln. Budweis am 19 Juli 1893. Johann Hamberger. | “ |

Dále to bylo vydání novin Národní politika z 18. července 1893 a sbírka básní Jaroslava Vrchlického Z Hlubin.

#### Antropologický výzkum
Výsledky průzkumů provedených v roce 2019 zveřejnil vědecký tým na konferenci konané 28. ledna 2020. Původní dřevěná schránka byla konzervována a použité dřevo určeno jako smrkové. Konzervátorskými zásahy prošly i nalezené dokumenty. Společně se schránkou pak byly vystaveny ve skleněné vitríně umístěné v kostele Obětování Panny Marie. Antropologický výzkum zjistil, že kosterní ostatky patří třem osobám: muži, ženě a dítěti ze 14., 16. a 17. století. S 95% jistotou ostatky nepatří osobě žijící ve 13. století. Zvířecí kosti byly určeny jako krůtí, husí a telecí.
Během průzkumu v lednu 2019 bylo zjištěno, že pod objevenou nikou existuje ještě další prostora, v níž se nacházejí dřevěné zbytky a kosti.

### Druhá fáze průzkumu

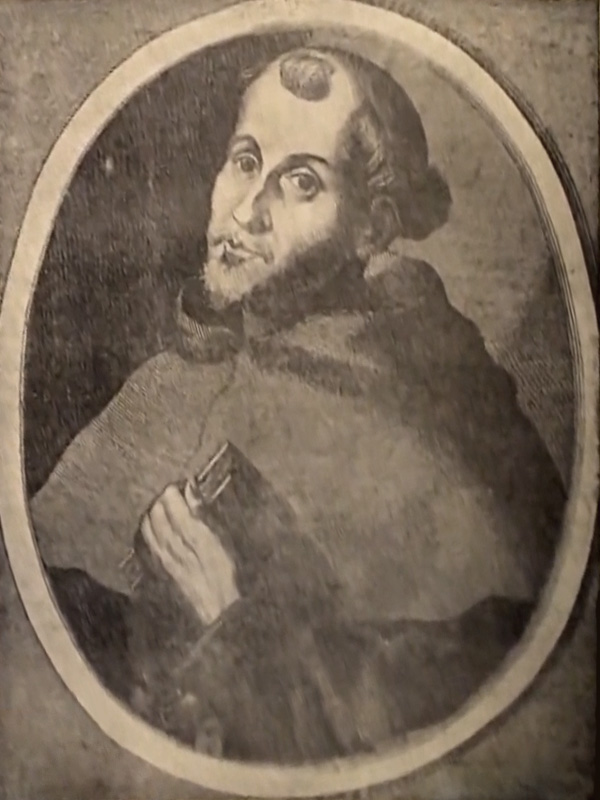
Podobizna italského augustiniána a historika Onofria Panvinia (1530–1568) byla na přelomu 19. a 20. století využita pro zobrazení fiktivní podoby Jindřicha Libraria

V létě roku 2020 byla novověká zazdívka niky vybourána a byl odkryt původní gotický výklenek dosedající na kamennou desku. Pod touto deskou byl navrtán otvor a sondou byla potvrzena další prostora se zbytky kostí a dřeva. V září 2020 byla tato menší dutina pod nikou vybourána, její obsah byl bez porušení nálezové situace vyzvednut a podroben výzkumu v laboratoři Archeologického ústavu Jihočeské univerzity v Českých Budějovicích. Sestával z kosterních ostatků, zbytků rozpadlých látek, dřeva a železných hřebů. Radiokarbonové datování látky a dřeva prokázalo období druhé poloviny 13. až druhé poloviny 14. století, také tvar hřebů je typicky středověký. Kosterní materiál obsahoval ostatky minimálně tří dospělých mužů, z toho jednoho ve vyšším věku (40–64 let), na jehož kostře byly též zjištěny progresivně degenerativní změny. V relativní chronologii bylo datum úmrtí určeno do druhé poloviny 13. století, v absolutním datování k roku 1288. Soubor kostí však obsahoval i kosti netopýra, což napovídá, že původně byly uloženy na jiném, dostupnějším místě.
| „                            | V historickém kontextu můžeme tedy předpokládat, že ostatky významného jedince byly přeneseny z jiného místa, například z krypty a uloženy pod oltářní mensu, kam se takto pro řád významní jedinci ukládali. Při přenesení byl soubor nejspíše kontaminován i jinými lidskými pozůstatky. Vzhledem k místní tradici, která přetrvala až do 19. století, můžeme s velkou pravděpodobností předpokládat, že se jedná o minimálně druhotné uložení prvního převora Jindřicha, kterému nejspíše až doba baroka přiřkla jméno Librarius. | “ |
| — archeoložka Zuzana Thomová | |   |

Následně bylo rozhodnuto, že nalezený prostor v jižní stěně trojlodí bude pietně upraven. Nika i dutina pod oltářní mensou zůstanou odkryté a v nich budou ostatky prvního převora českobudějovických dominikánů uloženy v nové důstojné dřevěné schráně. Identifikované a ošetřené ostatky Jindřicha Libraria byly uloženy do relikviáře dne 9. srpna 2021.
20. února 2023 schválilo zastupitelstvo Českých Budějovic záměr přejmenovat 267 metrů dlouhý úsek Zátkova nábřeží (v rozsahu od Solní branky k hotelu Klika) na nábřeží Jindřicha Libraria. Toto pojmenování vstoupilo v platnost k příležitosti 758. výročí založení města, 10. března 2023, kdy byly ostatky Jindřicha Libraria uloženy do gotické kaple v jižní stěně kostela.